# عقد 520
عقد 520 هو عقد امتد بين 1 يناير 520 و31 ديسمبر 529 بحسب التقويم الميلادي. سبقه عقد 510 ولحقه عقد 530.

## مواليد
- عمرو بن كلثوم (526)
- الوليد بن المغيرة (525)
- ألبوين ملك اللومبارد (526)
- بندكت الأول (525)
- الإمبراطور سوشون (523)
- كولومبا (521)
- الإسكندر الترالي (525)
- عنترة بن شداد (525)
- عمرو بن معديكرب (529)

## وفيات
- بوثيوس (525)
- كلودومير الأول (524)
- يوحنا الأول (526)
- رومولوس أوغستولوس (527)
- هرمزيدا (523)
- ترازاموند (523)
- جستين الأول (527)
- ثيودوريك العظيم (526)
- مزدكية (529)
- يعقوب السروجي (521)
- ذو نواس (523)

## كتب
- Yves Denis Papin (1998). Chronologie de l'histoire ancienne. Lieu de publication non identifié: Éditions Jean-paul Gisserot. ISBN:2-87747-346-5. OCLC:40746926. مؤرشف من الأصل في 2022-03-16.
- موسوعة حضارة العالم (2002) لأحمد محمد عوف.

## روابط خارجية
- تصفح سنة بسنة عقد 520 على موقع onthisday.com
- تصفح سنة بسنة عقد 520 ابتداءً من سنة عقد 520 على موقع المكتبة الوطنية الفرنسية